# Rafi Bistritzer
Rafi Bistritzer (hebr. ‏רפי ביסטריצר‎ ur. 1974 w Izraelu ) – izraelski fizyk ciała stałego i kierownik grupy algorytmów w Applied Materials. Jest laureatem Nagrody Wolfa w dziedzinie fizyki za rok 2020, przyznanej wspólnie z Pablem Jarillo-Herrero i Allanem MacDonaldem, za „pionierską pracę teoretyczną i eksperymentalną nad skręconym grafenem dwuwarstwowym”.
Bistritzer uzyskał tytuł licencjata fizyki na Uniwersytecie w Tel Awiwie w 2000 roku. W 2003 roku uzyskał tytuł magistra fizyki, a w 2007 stopień doktora fizyki – oba w Instytucie Naukowym Weizmanna. Następnie przeniósł się do Stanów Zjednoczonych by odbyć staż podoktorski na Uniwersytecie Teksańskim w Austin pod opieką Alana H. MacDonalda. Tam studiował fizykę teoretyczną dwuwarstwowego grafenu, a w szczególności skręconego dwuwarstwowego grafenu. Obliczenia Bistritzera and MacDonalda przewidziały, że dwie równoległe warstwy grafenu skręcone pod kątem 1,1 stopnia względem siebie (kąt ten znany jest jako „kąt magiczny”) będą zawierać płaskie pasma prążków mory, a zatem prawdopodobnie będą to stany skorelowane.
Praca MacDonalda i Bistritzera stanowiła podstawę późniejszych badań eksperymentalnych Pabla Jarillo-Herrero z MIT, którego grupa potwierdziła poprawność obliczeń w 2018 roku. Rezultatem był przełom w dziedzinie twistroniki. Za swoją pracę Bistritzer, MacDonald i Jarillo-Herrero zostali wspólnie nagrodzeni Nagrodą Wolfa w dziedzinie fizyki za rok 2020.
W marcu 2011 roku Bistritzer wrócił do Izraela i dołączył do firmy Aspect Imaging, gdzie pracował jako fizyk i kierował zespołem badawczo-rozwojowym zajmującym się reologią. W 2013 roku przeszedł do Medtronic, gdzie objął stanowisko kierownika grupy zajmującej się fizyką. Od grudnia 2015 r. pracuje w amerykańskiej korporacji Applied Materials jako dyrektor grupy algorytmów zajmującej się przetwarzaniem obrazu i uczeniem maszynowym. W 2020 roku został mianowany profesorem nadzwyczajnym na Uniwersytecie Telawiwskim.
Bistritzer obecnie mieszka w Petah Tikva w Izraelu. 